# Chauvin, Louisiana
Chauvin, Louisiana (енгл. Chauvin) насељено је место без административног статуса у америчкој савезној држави Луизијана.

## Демографија
По попису из 2010. године број становника је 2.912, што је 317 (-9,8%) становника мање него 2000. године.
| Група             | 2000.         | 2010.         |
| Белци             | 3.117 (96,5%) | 2.643 (90,8%) |
| Афроамериканци    | 3 (0,1%)      | 62 (2,1%)     |
| Азијати           | 9 (0,3%)      | 31 (1,1%)     |
| Хиспаноамериканци | 22 (0,7%)     | 31 (1,1%)     |
| Укупно            | 3.229         | 2.912         |